# Petite-Pologne (quartier parisien)
Pour les articles homonymes, voir Petite-Pologne (homonymie).
La Petite-Pologne ou  la Pologne est un ancien quartier de Paris, un de ces « noms du vieux Paris ». Ce faubourg populaire était situé dans l'actuel 8e arrondissement. Il disparaît avec la construction de la gare Saint-Lazare, dite alors de l’Ouest, en lieu et place des jardins de Tivoli, dans les années 1830, et le réaménagement du quartier autour de la place de l’Europe qui fut complété à la fin du Second Empire et dont le couronnement fut la construction par Baltard de l'église Saint-Augustin (1860-1871).

## Situation
La Petite-Pologne était située au nord du grand égout (approximativement à l'emplacement de la rue des Mathurins) couvert à partir de 1760 jusqu'aux environs des actuels boulevards de Courcelles et des Batignolles, entre le quartier des Porcherons à l'est qui s'était développé à partir du château du Coq, soit l'espace actuel autour de l'église de la Trinité et aux alentours de la partie nord de la rue de la Chaussée d'Antin et la Pépinière royale du Roule à l'ouest qui s'étendait au nord de l'actuelle rue La Boétie.
Le hameau de la Petite-Pologne était construit le long d'un chemin qui prit le nom de rue des Grésillons qui conduisait à son extrémité occidentale à un carrefour  formé par les rues Saint-Lazare, de la Pépinière, de l'Arcade, du Rocher et un chemin disparu en direction de l'actuelle place de Clichy. Ce carrefour était bordé par une voirie, c'est-à-dire un dépôt d'ordures, approximativement à l'emplacement de l'actuelle place Gabriel-Péri (ou cour de Rome de la gare Saint-Lazare). Cet ancien chemin est l'actuelle rue de Laborde.

## Historique
À l’époque de Louis XV, le quartier était encore de friche, aux confins de Paris, la rue du Rocher n’étant qu’un simple chemin de poussière. Une barrière d’octroi y était située, qui prit le surnom d’un cabaret installé dans les environs, la Petite-Pologne. Cette enseigne était une référence au hameau voisin, dit de la Pologne, qui s'était développé à l'entrée nord du domaine du château du Coq, c'est-à-dire le long de l'actuelle rue de Clichy, au nord de l'actuel square de la Trinité. Jacques Hillairet, dans son Dictionnaire historique des rues de Paris, parle comme source possible d'une autre enseigne : Au Roi de Pologne, une allusion au duc d'Anjou, le futur Henri III. La fin du XVIIIe siècle vit un premier mouvement de constructions immobilières aux abords de cet espace, quartier de guinguettes, notamment du fait de princes comme Philippe-Égalité, qui y possédait une folie, la Folie de Chartres, réalisée en 1778, dont le parc fut plus tard transformé sous Napoléon III pour devenir le parc Monceau. En 1798, Joseph Bonaparte s’installe à son tour dans un hôtel, rue des Errancis.

« Au XVIIIe siècle, la place Laborde, qui s’appelait en ce temps-là place des Grésillons, était à peine pavée, entourée de masures, et plongée dans les ténèbres pendant la nuit. Les environs étaient un repaire de mendiants, de chiffonniers, de vagabonds, de gens sans aveu. Entre la rue du Rocher et la rue de Clichy étaient des champs, les uns cultivés en pommes de terre ou en céréales, les autres laissés en friche. »

En 1770, le gouvernement avait établi à la Petite-Pologne l’une des quatre Maisons de Santé, établissement d’un nouveau genre où l’on soignait gracieusement les maladies vénériennes. Celle-ci était destinée aux femmes et dirigée par un ancien chirurgien-major, le Dr Roger, mais elle ferma vers 1780, comme les autres maisons de Santé, faute de financements.
Sous la Seconde Restauration et la monarchie de Juillet, la Petite-Pologne — à peu près située dans le triangle formé actuellement par les rues du Rocher, de la Pépinière et de Miromesnil et bordé au nord par le boulevard Monceau et le cimetière des Errancis (aujourd’hui disparu) — est un quartier au bâti intermittent, miséreux, turpide et crasseux, peuplé d’indigents et d’insolvables, de chiffonniers, de « ferrailleurs » (Balzac), un « repaire pour la pègre » (Eugène Sue, dans Les Mystères de Paris). Les travaux de construction de la gare Saint-Lazare et les projets d’aménagement du 32e quartier de Paris, mis en chantier dès la fin des années 1820, laissent cet îlot, ainsi que le nomme Balzac, dans un état de stagnation poussée, alors même qu’il est aux portes des beaux quartiers, comme l’élégante plaine Monceau, et des quartiers fashionables que sont les Grands Boulevards à l’époque.

« Il reste à dire un mot de la Petite-Pologne. On désigne sous ce nom un certain nombre de ruelles mal bâties et à peine alignées qui serpentent entre des maisons de piètre apparence autour de la place Delaborde, entre la rue du Rocher et la barrière de Courcelles. Ce quartier, qui n’est peut-être désigné nominalement par aucun plan de Paris, a pour plus nombreux habitants des ouvriers et des hommes de peine, venus de tous les points de l’Europe, et employés, pour un faible salaire, dans les grandes usines qui se trouvent aux Thernes ou à Chaillot, à l’avenue de Neuilly, etc. Une certaine quantité de natifs de l’Auvergne, exerçant les professions de marchands de vieux fers ou de porteurs d’eau à la brasse, tel est l’élément honnête de cette population.

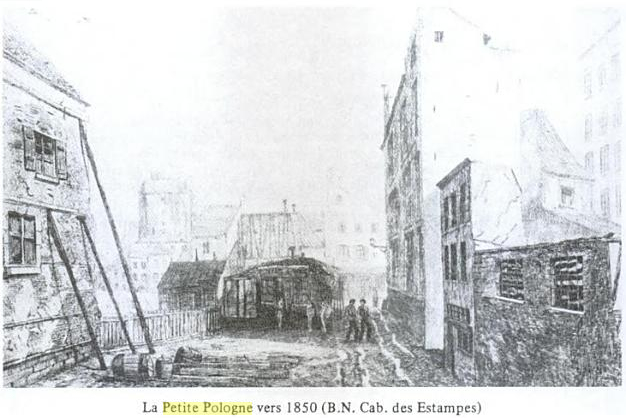
La Petite-Pologne en 1850.

Les mœurs de ce coin ignoré de Paris n’ont rien de fort étrange; seulement, à cause de la multiplicité de rues et de ruelles qui forment la Petite-Pologne, et surtout de la variété d’origine de ceux qui l’habitent il est aisé, plus que partout ailleurs, de s’y cacher. Sans doute Balzac songeait à cet avantage, lorsqu’il plaça le théâtre des dernières turpitudes du baron Hulot dans le passage du Soleil, sur les limites de ce labyrinthe. Peut-être que ce grand observateur aurait trouvé le sujet d’une étude morale intéressante dans les « garnis » de la Petite-Pologne. Chacun a le droit de coucher dans ces garnis pour la somme de cinq centimes, le seul mobilier consiste en une corde tendue, parallèlement au mur et à quatre-vingts centimètres au-dessus du sol. Les dormeurs, assis et adossés à la muraille, croisent leurs bras sur cette corde, qui leur sert à la fois d’appui-main et d’oreiller. »

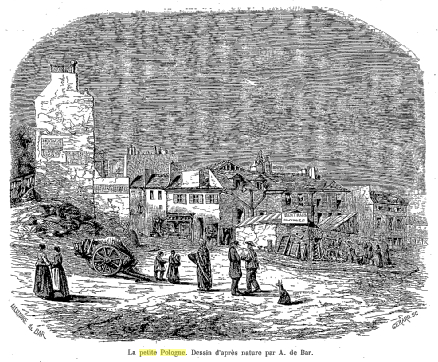
La Petite-Pologne au XIXe siècle

Lors de la Révolution de 1848, la Petite-Pologne fut considérée par les autorités comme un quartier difficile à l’instar d’autres quartiers populaires et les mesures de désarmement des habitants y furent plus minutieuses qu’ailleurs :

« ... la Petite-Pologne [...] notée comme réunion d’hommes quelque peu véreux [...] pouvait présenter des velléités de résistance, mais rien de pareil n’eut lieu. Quatre cents fusils et une centaine de sabres furent saisis le premier jour et rapportés à la Mairie ; la facilité avec laquelle cette mesure avait été effectuée fit diminuer le lendemain le détachement qui y fut affecté au quartier de la Petite-Pologne. Ici l’élimination des fusils fut plus importante. [...] Presque partout les fusils étaient chargés, ce qui est fort naturel par le temps actuel ; presque partout aussi les femmes seules étaient au logis, circonstances bien ordinaires dans les quartiers d’artisans ; partout enfin, les fusils, les sabres et les cartouches nous furent remis sans résistance aucune. Ce n’est pas qu’une certaine fermentation ne régnât dans ce quartier où de nombreux rassemblements d’ouvriers entourèrent constamment notre centre d’opérations et où il eut peut-être été plus politique de faire désarmer par des Parisiens pour éviter le froissement d’un amour-propre de localité bien naturel [...] »

Les grands travaux haussmaniens ont progressivement fait disparaître ce faubourg et son nom est graduellement tombé dans l’oubli.

## Littérature

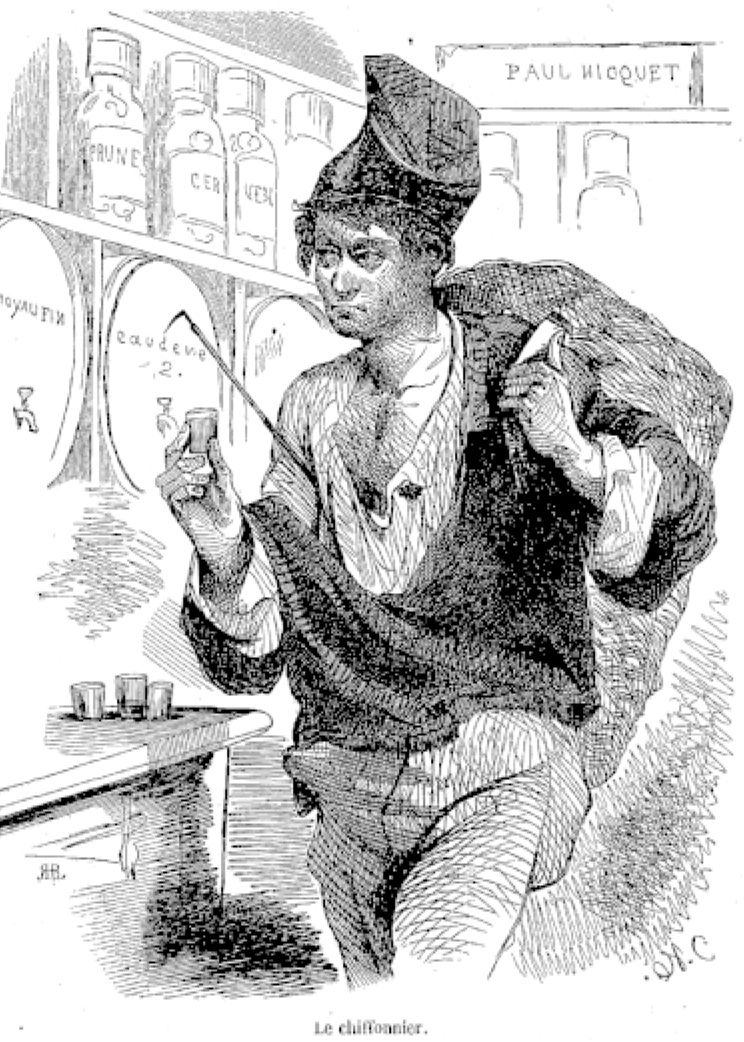
Un chiffonnier parisien du XIXe siècle, par Blanchard (1852).

Le pittoresque farouche de la Petite-Pologne a servi de décor à plusieurs romanciers du XIXe siècle.
Giacomo Casanova s’y installe dans une maison de campagne entre 1758 et 1759.
Honoré de Balzac s’est servi de ce quartier comme décor dans La Cousine Bette : l’emménagement de Hulot symbolise de son déclassement.
Maxime Du Camp évoque dans ses Souvenirs de l’année 1848 la Petite-Pologne lors de l’insurrection au travers du récit d’une patrouille effectuée rue du Rocher.
Eugène Sue fait également de nombreuses références à la Petite-Pologne dans ses œuvres, la qualifiant d’« espèce de cour des Miracle située, en ce temps-là, non loin du palais de l’Élysée-Bourbon » ou « entourée de maisons sombres et délabrées », « lieux sinistres » abritant des « cabarets souterrains » (dans La Famille Jouffroy).
Dans Les Mystères de Paris, il en fait la description suivante : 

« « II y a déjà pas mal de temps que s’est passée l’histoire que je vais raconter à l’honorable société. Ce qu’on appelait la Petite-Pologne n’était pas encore détruit. L’honorable société sait ou ne sait pas ce que c’était que la Petite-Pologne ? »
— Connu, – dit le détenu au bonnet bleu et à la blouse grise –, c’étaient des cassines du côté de la rue du Rocher et de la rue de la Pépinière.
« Justement, mon garçon, – reprit Pique-Vinaigre, et le quartier de la Cité, qui n’est pourtant pas composé de palais, serait comme qui dirait la rue de la Paix ou la rue de Rivoli, auprès de la Petite-Pologne ; quelle turne ! mais, du reste, fameux repaire pour la pègre ; il n’y avait pas de rues, mais des ruelles ; pas de maisons, mais des masures pas de pavé, mais un petit tapis de boue et de fumier, ce qui faisait que le bruit des voitures ne vous aurait pas incommodé s’il en avait passé mais il n’en passait pas. Du matin jusqu’au soir, et surtout du soir jusqu’au matin, ce qu’on ne cessait pas d’entendre, c’était des cris : À la garde ! au secours ! au meurtre ! mais la garde ne se dérangeait pas. Tant plus il y avait d’assommés dans la Petite-Pologne, tant moins il y avait de gens à arrêter Ça grouillait donc de monde là-dedans, fallait voir : il y logeait peu de bijoutiers, d’orfèvres et de banquiers ; mais, en revanche, il y avait des tas de joueurs d’orgue, de paillasses, de polichinelles ou de montreurs de bêtes curieuses. »

Ernest Daudet parle dans la scène d’exposition des Aventures de trois jeunes Parisiennes (1880) de « terrains vagues, déserts, accidentés, de mauvaise mine, qui étaient une injure à la civilisation. » Il parle d’« un cloaque », d’une « plaie infecte, qui était une honte pour la première capitale du monde. » Mais à l’époque où il écrit, il note que déjà « la Petite-Pologne n’est plus qu’à l’état de souvenir dans la mémoire des Parisiens. »

## Sources
- Émile de La Bédollière, Le Nouveau Paris : histoire de ses 20 arrondissements, gallica2.bnf.fr
- Jeannine Guichardet, Balzac « archéologue » de Paris, Slatkine, Paris, 1986 ; 1999.